# Russische Poolbillard-Meisterschaft 2014
Die russische Poolbillard-Meisterschaft 2014 war ein Poolbillardturnier, das vom 23. bis 27. November 2014 in Kasan ausgetragen wurde. Ermittelt wurden die nationalen Meister in den Disziplinen 8-Ball, 9-Ball, 10-Ball und 14/1 endlos.
Ruslan Tschinachow war mit jeweils einer Gold-, Silber- und Bronzemedaille der erfolgreichste Spieler bei den Herren. Danila Smelnizki wurde Russischer Meister im 10-Ball und Vizemeister im 8-Ball. Bei den Damen gewann Anna Maschirina drei der vier Wettbewerbe.

## Medaillengewinner
| Wettbewerb           | Gold                | Silber             | Bronze             |
| -------------------- | ------------------- | ------------------ | ------------------ |
| Herren – 14/1 endlos | Konstantin Stepanow | Maxim Dudanez      | Sergei Luzker      |
| Herren – 14/1 endlos | Konstantin Stepanow | Maxim Dudanez      | Sergei Nikitin     |
| Herren – 10-Ball     | Danila Smelnizki    | Ruslan Tschinachow | Stanislaw Sokolow  |
| Herren – 10-Ball     | Danila Smelnizki    | Ruslan Tschinachow | Andrei Seroschtan  |
| Herren – 8-Ball      | Sergei Luzker       | Danila Smelnizki   | Ruslan Tschinachow |
| Herren – 8-Ball      | Sergei Luzker       | Danila Smelnizki   | Artur Rachimow     |
| Herren – 9-Ball      | Ruslan Tschinachow  | Andrei Seroschtan  | Fjodor Gorst       |
| Herren – 9-Ball      | Ruslan Tschinachow  | Andrei Seroschtan  | Sergei Luzker      |
| Damen – 14/1 endlos  | Kristina Tkatsch    | Dina Fatychowa     | Darja Utjugowa     |
| Damen – 14/1 endlos  | Kristina Tkatsch    | Dina Fatychowa     | Anna Maschirina    |
| Damen – 10-Ball      | Anna Maschirina     | Kristina Tkatsch   | Dina Fatychowa     |
| Damen – 10-Ball      | Anna Maschirina     | Kristina Tkatsch   | Darja Utjugowa     |
| Damen – 8-Ball       | Anna Maschirina     | Dina Fatychowa     | Darja Utjugowa     |
| Damen – 8-Ball       | Anna Maschirina     | Dina Fatychowa     | Kristina Tkatsch   |
| Damen – 9-Ball       | Anna Maschirina     | Darja Utjugowa     | Kristina Tkatsch   |
| Damen – 9-Ball       | Anna Maschirina     | Darja Utjugowa     | Natalja Seroschtan |